# جولا (موبايل)
جولا (بالإنجليزية: Jolla)‏ هو هاتف ذكي يعمل بنظام ميجو، تم طرحه في الأسواق في 27 نوفمبر 2013.

## الخصائص
- نظام التشغيل: ميجو
- الكاميرا الأمامية: 2 ميجابكسل
- الكاميرا الخلفية: 8 ميجابكسل
- الوزن: 141 غ (0.311 رطل)
- المعالج: 1.4 جيجا هرتز
- الذاكرة: 1 جيجابايت رام
- التخزين: 16 جيجابايت

## وصلات خارجية
الموقع الإلكتروني